# Врт Алкиноја
Врт Алкиноја је први очувани запис о грчком врту, а налази се у Хомеровом спеву Одисеја. То је опис врта Феачког краља Алкиноја (VII певање, 106–126). 
| „ | Врт је ограђен живим оградама, а у унутрашњости је било бујно високо дрвеће препуно плодова: крушке, нара и јабуке. У врту је било и слатких смокви, издашних маслина, а био је засађен и плодни виноград. Иза последњег реда дрвећа били су делови врта у којима је цветало цвеће целе године. Била су два извора, један који је текао кроз врт, док је други понирао испод прага великог дворишта, да би избио на површину иза палате одакле су грађани узимали воду. | ” |